# Bruce Springsteen with The Sessions Band: Live in Dublin
Bruce Springsteen with The Sessions Band: Live in Dublin je video i live album snimljen na Bruce Springsteen with The Seeger Sessions Band Touru u studenom 2006. u The Point Theatreu u Dublinu u Irskoj. Izdanje se sastoji od koncertnog DVD-a i odvojenog dvostrukog CD seta. "Specijalno izdanje" uključuje CD i DVD.
DVD ne obuhvaća cijeli koncert nego se sastoji od isječaka triju koncerata održanih u Pointu. Pjesme uključuju omiljene hitove obožavatelja i rijetke pjesme koje su se prvi put pojavile na Springsteenovim albumima.
DVD je debitirao na prvom mjestu Billboardove ljestvice videa. CD se našao na 23. mjestu Billboard 200, prodavši se u 31 tisuću primjeraka, a zatim u sljedećem tjednu pao na 47. mjesto. Zaključno s 11. srpnja 2007., prodan je u 65,170 primjeraka u Americi; od 19. veljače 2008., album je u cijelom svijetu prodan u preko 608,450 primjeraka.

## Popis pjesama
1. "Atlantic City"
2. "Old Dan Tucker"
3. "Eyes on the Prize"
4. "Jesse James"
5. "Further on Up the Road"
6. "O Mary Don't You Weep"
7. "Erie Canal"
8. "If I Should Fall Behind"
9. "My Oklahoma Home"
10. "Highway Patrolman"
11. "Mrs. McGrath"
12. "How Can a Poor Man Stand Such Times and Live?"
13. "Jacob's Ladder"
14. "Long Time Comin'"
15. "Open All Night"
16. "Pay Me My Money Down"
17. "Growin' Up"
18. "When the Saints Go Marching In"
19. "This Little Light of Mine"
20. "American Land"
21. "Blinded By the Light"

### Bonus pjesme
1. "Love of the Common People"
2. "We Shall Overcome"